# Navelli
Navelli község (comune) Olaszország Abruzzo régiójában, L’Aquila megyében.

## Fekvése
A megye északi részén fekszik. Határai: Acciano, Bussi sul Tirino, Capestrano, Caporciano, Carapelle Calvisio, Castelvecchio Calvisio, Collepietro és San Benedetto in Perillis.

## Története
Navelli vestinusok által alapított Incerulae nevű település helyén alakult ki. A mai település első írásos említése 12. századból származik. Önállóságát a 19. század elején nyerte el, amikor a Nápolyi Királyságban felszámolták a feudalizmust.

## Népessége
A népesség számának alakulása:

## Főbb látnivalói
- San Sebastiano-templom
- Sant’Antonio-templom